# 17965 Brodersen
A 17965 Brodersen (ideiglenes jelöléssel 1999 JO43) a Naprendszer kisbolygóövében található aszteroida. A LINEAR projekt keretében fedezték fel 1999. május 10-én.